# 特索鲁
特索鲁是巴西马托格罗索州的一个市镇。总面积4017.269平方公里，总人口3116人，人口密度0.8人/平方公里。